# Свети Петер
Свети Петер (словен. Sveti Peter, итал. San Pietro dell'Amata) је насељено место у општини Пиран, Обално-крашка регија, Словенија.

## Историја
До територијалне реорганизације у Словенији био је у саставу старе општине Пиран.

## Становништво
У попису становништва из 2011. године, Свети Петер је имао 379 становника.
| Број становника према пописима | Број становника према пописима | Број становника према пописима |
| ------------------------------ | ------------------------------ | ------------------------------ |
| 1991                           | 2002                           | 2011                           |
| 306                            | 329                            | 379                            |

Напомена: Од 1955. до 1992. исказивано под именом Равен.